# Tears Always Win
"Tears Always Win" é uma música da cantora estadunidense Alicia Keys. Foi lançada oficialmente no dia 7 de maio de 2013 como quinto single do álbum Girl on Fire.

## Composição
Foi escrita por Keys, Bruno Mars, Phil Lawrence e Jeff Bhasker e produzida por Jeff Bhasker e The Smeezingtons.

## Videoclipe
Gravado em Las Vegas em Maio de 2013, foi dirigido por Robert Hales e teve seu lançamento em 13 de Junho de 2013. 
No vídeo a cantora interpreta uma dançarina.

## Faixas e formatos
| Download digital |                                 |         |  |
| N.º              | Título                          | Duração |  |
| 1.               | "Tears Always Win" (Single Mix) | 3:38    |  |

## Créditos
Lista-se abaixo os profissionais envolvidos na elaboração de "Tears Always Win", de acordo com o encarte do álbum Girl on Fire:
- Alicia Keys: vocal principal e compositora
- Bruno Mars: compositor
- Phil Lawrence: compositor
- Jeff Bhasker: compositor
- Robert Hales: diretor
- Sony Music: gravadora
- Bhasker: produtor
- The Smeezingtons: produtor